# 恐怖のいけにえ
恐怖のいけにえ（きょうふのいけにえ、en:The Unseen)は、1980年に公開されたアメリカ合衆国のスラッシャー映画。 
監督、脚本ダニー・スタインマン。出演スティーヴン・ファースト、バーバラ・バック、シドニー・ラシック。 
物語の筋書はカリフォルニア州の恒例のデンマーク祭りを取材するためにやってきた3人の女性記者が地下室に秘密を隠している中年夫婦の家に滞在することから始まる。 
当初脚本はマイケル・ヴァイナー、キム・ヘンケルによって書かれたが、スタインマンとマイケル・L・グレースによって大幅に書き直された。

## キャスト
| 役名         | 俳優               | 日本語吹替                     |
| 役名         | 俳優               | テレビ東京版                   |
| ------------ | ------------------ | ------------------------------ |
| ジェニファー | バーバラ・バック   | 平井道子                       |
| アーネスト   | シドニー・ラシック | 小松方正                       |
| カレン       | カレン・ラム       | 山田栄子                       |
| バージニア   | レリア・ゴルドーニ | 藤夏子                         |
| ビッキー     | ロイス・ヤング     | 木藤玲子                       |
| トニー       | ダグラス・バー     | 筈見純                         |
| ヘイドン(声) |                    | 大木民夫                       |
|              |                    |                                |
| 演出         | 演出               | 藤山房伸                       |
| 翻訳         | 翻訳               | 吉田由紀子                     |
| 効果         |                    |                                |
| 調整         |                    |                                |
| 制作         | 制作               | ザック・プロモーション         |
| 解説         | 解説               | 河野基比古                     |
| 初回放送     | 初回放送           | 1982年4月22日 『木曜洋画劇場』 |